# پیوتر چیسلا
پیوتر چیسلا (انگلیسی: Piotr Cieśla؛ زادهٔ ۱۶ ژانویهٔ ۱۹۵۵) بازیکن هندبال اهل لهستان است.